# Eduard Karl von Freymann

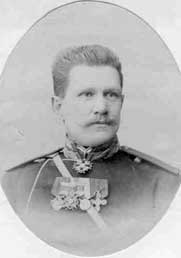
Eduard Karl Gustav von Freymann

Eduard Karl Gustav von Freymann a.d.H. Nursie (russisch: Эдуард Рудольфович фон Фрейман, * 1. Dezember 1855 in Kiew; † 25. Dezember 1920 in Moskau) war ein aus dem Baltikum stammender Adliger und Generalleutnant in der Kaiserlichen-Russischen Armee. 

## Leben
Eduard Karl wurde 1868 in das zaristische Pagenkorps aufgenommen. Er wurde zuerst zum Kammerpagen ernannt  und am 10. August 1868 zum Fähnrich im Leibgarde-Regiment befördert. Er war Teilnehmer im Türkenkrieg 1877/78 und wurde in der Schlacht von Gorni-Dubnik bei Telisch am linken Knie verletzt. 1878 wurde er zum Secondeleutnant befördert  und 1879 zur besonderen Verfügung des Fürsten Alexander Michailowitsch Dondukow-Korsakow abgestellt, dort diente er als Offizier bei der Kommandanturverwaltung der russischen Besatzungsarmee in Bulgarien. Danach wurde er Kompaniechef der 4. Kompanie in der 1. Sofia-Druskina der Bulgarischen Landestruppen.  Am 14. Dezember 1879 beförderte man ihn zum Kapitän in bulgarischen Diensten. Während der bulgarischen Nationalversammlung übernahm er die Funktion eines Unterkommissars des  Kremikorschen (Kremikowzi) Gemeindebezirks, er war mit der Überwachung der Wahlen betraut. Am 1. August 1881 wurde er auf Anweisung des bulgarischen Fürsten Alexander I. zur Kriegsschule auf den Posten eines „du-jour-Offiziers“ (diensthabender Offizier) versetzt. Er unterrichtete bis 1882 Wehr- und Kriegsverwaltung und erteilte Vorlesungen in Geographie. Danach übernahm er das Kommando über die Druskina Nr. 10, die bei Plewen stationiert war. Es folgte dann die Rückkehr zur 4. Kompanie der Sofia-Druskina und 1884 wurde er zum Leutnant der Kaiserlich-russischen Armee befördert.  Später übernahm er die Regimentswirtschaft des Sofia-Infanterie-Regiments.  Eduard Karl wurde 1885, als ein Krieg zwischen Bulgarien und der Türkei drohte, nach Russland beordert. Weiterhin im Rang eines Leutnants kehrte er in das Leibgardejägerregiment  zurück, hier kommandierte er von 1886 bis 1898 die 6. Kompanie. 1887 wurde er zum Stabskapitän, 1892 zum Kapitän und 1898 zum Oberst befördert. Im Jahre 1896 war er mit seinem Verband zu den Krönungsfeiern des Zaren nach Moskau kommandiert worden. 1899 wurde er Bataillonskommandeur und 1903 Kommandeur des 148. Kaspischen Infanterieregiments. Er nahm am  russisch-japanischen Krieg 1904/05 teil und wurde zum zweiten Mal verletzt. 1906 erhielt er das Kommando über das 100. Ostrowsche Infanterieregiment. Mit der Beförderung zum Generalmajor wurde er Kommandeur der 2. Brigade der 23. Infanteriedivision in Reval. Sein letztes Kommando war ab 1914 die 67. Infanteriedivision. Unter gleichzeitiger Beförderung zum Generalleutnant, dem Privileg des Uniformtragens und der vollen Pensionszahlung wurde aus dem Dienst entlassen.
Seinen Lebensabend verbrachte er in Oranienbaum bei Sankt Petersburg und verstarb am 25. Dezember 1920 in Moskau.

## Auszeichnungen
- Orden des Heiligen Wladimir (3. Klasse)
- Russischer Orden der Heiligen Anna (2., 3. und 4. Klasse)
- Russischer Sankt-Stanislaus-Orden (1., 2. und 3. Klasse)
- Ehrenlegion
- Bulgarischer St. Alexander-Orden

## Herkunft und Familie
Eduard Ernst stammte aus der baltischen Adelsfamilie von Freymann, sein Vater war der russische Generalmajor Rudolph Karl Ernst von Freymann (1821–1906). 
Er heiratete seine Cousine Elisabeth Natalie von Freymann (* 1863 in Warschau; † 1931), Tochter des Otto Woldemar von Freymann (1821–1871). Die Ehe blieb ohne Nachkommen.